# Toussaint Ngoma Foumanet
Toussaint Ngoma Foumanet CSSp (* 1. November 1975 in Sibiti, Lékoumou) ist ein kongolesischer Ordensgeistlicher und römisch-katholischer Bischof von Dolisie.

## Leben
Toussaint Ngoma Foumanet trat 1988 der Ordensgemeinschaft der Spiritaner bei. Er studierte von 1999 bis 2002 Philosophie in Libreville in Gabun. Nachdem Ngoma Foumanet das Noviziat in Mbalmayo in Kamerun absolviert hatte, folgte von 2004 bis 2008 das Studium der Katholischen Theologie am Priesterseminar Saint Cyprien in Douala. Er legte am 14. September 2007 in Ngoya die ewige Profess ab und empfing am 26. Juli 2008 in Pointe-Noire das Sakrament der Priesterweihe.
Ngoma Foumanet war zunächst als Provinzialrat und Pfarrvikar (2008–2009) sowie später als Pfarrer der Pfarrei Saint Esprit in Pissa im Bistum Mbaïki und als Dechant des Dekanats Mbaïki (2009–2011) tätig. Daneben studierte er von 2009 bis 2011 Rechtswissenschaft an der Universität Bangui. Anschließend wurde Toussaint Ngoma Foumanet Pfarrer der Pfarrei Notre Dame d’Afrique im Erzbistum Bangui und erster Assistent des Provinzials. Ab 2013 war er zudem Dechant. 2016 wurde Ngoma Foumanet Provinzial der kongolesischen Ordensprovinz der Spiritaner und Koordinator der Union der zentralafrikanischen Ordensprovinzen der Spiritaner (UCSAC). Außerdem fungierte er von 2017 bis 2019 als Präsident der Konferenz der Ordensoberen der Spiritaner in Afrika und Madagaskar. Zusätzlich wirkte Toussaint Ngoma Foumanet als Pfarrer der Pfarrei Saint Kisito Makélékélé (2018–2019) sowie als Pfarrvikar der Pfarreien Saint Grégoire de Massengo (2019–2020) und Notre Dame des Victoires de Ouenzé (2020–2021) in Brazzaville.
Am 11. Mai 2022 ernannte ihn Papst Franziskus zum Bischof von Dolisie. Der Erzbischof von Bangui, Dieudonné Kardinal Nzapalainga CSSp, spendete ihm am 31. Juli desselben Jahres im Paul-Sayal-Moukila-Stadion in Dolisie die Bischofsweihe; Mitkonsekratoren waren der Erzbischof von Brazzaville, Bienvenu Manamika Bafouakouahou, und der Erzbischof von Owando, Victor Abagna Mossa.